# Signatärmakt
Signatärmakt eller signatär är den eller de stater som skrivit under ett folkrättsligt avtal, till exempel en internationell konvention, fördrag eller traktat.
En signatärmakt har politiskt markerat sitt stöd för avtalets innehåll; däremot har signatärmakten inte förbundit sig i att följa avtalet. För detta krävs först ratifikation, det vill säga ett bekräftande beslut av den eller de nationella institutioner som är behöriga att ingå internationella avtal enligt undertecknarens nationella lagar. I Wienkonventionen om traktaträtten av den 23 maj 1969 uttrycks detta som skillnaden mellan en förhandlande stat respektive en fördragsslutande stat eller part; även i FN-stadgans kapitel XIX från 1945 särskiljs mellan signatärmakter och ratificerande länder. I historiska sammanhang dock kan signatärmakt användas synonymt med avtalspart.
Enligt internationell praxis dateras traktat med det datum då de skrivits under, och inte med det datum de ratificerats eller trätt i kraft.